# Saison 2016 de l'équipe cycliste Baby-Dump
La saison 2016 de l'équipe cycliste Baby-Dump est la sixième de cette équipe.

## Préparation de la saison 2016

### Arrivées et départs
| Arrivées          | Équipe 2015          |
| ----------------- | -------------------- |
| Sjors Dekker      | WV West-Frisia       |
| Marco Doets       | Groot Amsterdam      |
| Rick Ottema       | Superano Ham-Isorex  |
| Justin Timmermans | NWV Groningen        |
| Rick van Breda    | Parkhotel Valkenburg |
| Tom Vermeer       | Profel United        |

| Départs              | Équipe 2016        |
| -------------------- | ------------------ |
| Niek Boom            | ?                  |
| Luuc Bugter          | Join-S-De Rijke    |
| Twan Castelijns      | Lotto NL-Jumbo     |
| Roy Eefting          | WV De Jonge Renner |
| Glenn Hool           | ?                  |
| Ian Richards         | ?                  |
| Jan-Willem van Schip | Join-S-De Rijke    |

## Coureurs et encadrement technique

### Effectif
| Cycliste           | Date de naissance | Nationalité | Équipe 2015          |  |
| ------------------ | ----------------- | ----------- | -------------------- |  |
| Sjors Dekker       | 14 février 1994   | Pays-Bas    | WV West-Frisia       |  |
| Bart Dielissen     | 24 avril 1994     | Pays-Bas    | Baby-Dump            |  |
| Marco Doets        | 28 octobre 1995   | Pays-Bas    | Groot Amsterdam      |  |
| René Hooghiemster  | 30 juillet 1986   | Pays-Bas    | Baby-Dump            |  |
| Koos Jeroen Kers   | 11 octobre 1986   | Pays-Bas    | Baby-Dump            |  |
| Rick Ottema        | 25 juin 1992      | Pays-Bas    | Superano Ham-Isorex  |  |
| Harry Sweering     | 17 janvier 1990   | Pays-Bas    | Baby-Dump            |  |
| Justin Timmermans  | 25 septembre 1996 | Pays-Bas    | NWV Groningen        |  |
| Tristan Timmermans | 1er août 1993     | Pays-Bas    | Baby-Dump            |  |
| Rick van Breda     | 16 février 1990   | Pays-Bas    | Parkhotel Valkenburg |  |
| Lars van de Vall   | 22 décembre 1989  | Pays-Bas    | Baby-Dump            |  |
| Tom Vermeer        | 28 décembre 1985  | Pays-Bas    | Profel United        |  |

## Bilan de la saison

### Victoires
| Date | Course | Pays | Classe | Vainqueur |
| ---- | ------ | ---- | ------ | --------- |